# Costus ligularis
Costus ligularis là một loài thực vật có hoa trong họ Costaceae. Loài này được Baker mô tả khoa học đầu tiên năm 1898.